# الفيش (بروم ميفع)
'

تعديل مصدري - تعديل

الفيش هي إحدى قرى عزلة ميفع بمديرية بروم ميفع التابعة لمحافظة حضرموت، بلغ تعداد سكانها 299 نسمة حسب تعداد اليمن لعام 2004.